# Elektrostatische meter
De elektrostatische meter is een elektrisch meetinstrument waarvan de werking berust op de krachten die twee elektrisch geladen lichamen op elkaar uitoefenen. De meter wordt vooral toegepast als hoogspanningsvoltmeter.

## Werking

Principe elektrostatische volmeter

In tegenstelling tot de bekende draaispoel- en weekijzermeters – die gebruikmaken van een magnetisch veld – benut de elektrostatische meter de krachtwerking van een elektrisch veld.
Tussen twee condensatorplaten is een elektrische spanning aanwezig. Hierdoor zullen de twee platen elkaar aantrekken. De kracht die de platen op elkaar uitoefenen is vervolgens af te lezen op een schaal. De kracht waarmee dit gebeurt is te berekenen met de Wet van Coulomb:
{\displaystyle F=k{\frac {q_{1}q_{2}}{r^{2}}}}
Hieruit is af te leiden dat de kracht op de platen evenredig is het product van de ladingen, ofwel met het kwadraat van de spanning tussen de platen. Deze meetinstrumenten hebben dan ook een vierkantswortel-schaal. Een veer levert de tegenwerkende kracht en zorgt ervoor dat de meter terugkeert in de nulpositie.

## Toepassingen
Het voordeel van de elektrostatische meter is dat deze praktisch geen elektrische stroom verbruiken (oneindig hoge impedantie) en dus vooral worden toegepast waar maar heel kleine vermogens aanwezig zijn, zoals bij elektriseermachines.
Het nadeel van dit meetinstrument is dat de krachten zeer klein zijn en daardoor niet geschikt is voor het meten van lage spanningen. Daarom wordt deze meter toegepast voor het meten van hoogspanning, omdat hier de geringe gevoeligheid minder bezwaarlijk is.